# Sólido bizantino

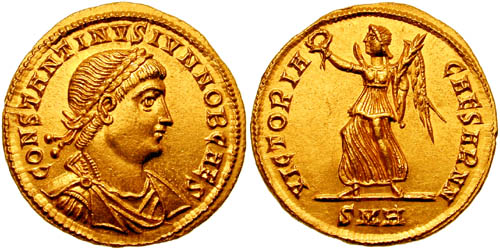
Sólido del emperador Constantino II con su busto, como César y la diosa Victoria avanzando, sosteniendo una corona y una palma (317-337).

El sólido fue una moneda de oro creada por el emperador Constantino I el Grande (324-337), que sustituyó al antiguo aureus, mejorando la pureza y el peso, pero sin cambiar su nombre.
Recibió también la denominación de nomisma (del griego: νόμισμα, pieza monetaria) y besante (del griego medieval: βυζάντις, byzántis), derivado del antiguo nombre de Constantinopla; Bizancio) del cual se origina su apelativo actual por haberse acuñado en el Imperio.

## Módulo
Su peso es de aproximadamente 4,5 g, con un diámetro de 22 mm y una ley de fino o pureza de 0,900. El sólido tiene dos fracciones: el semis, equivalente a ½ sólido, y el tremís (o triente), equivalente a 1/3 de sólido. Un sólido equivalía 24 siliquae, lo que debe haber dado la división tradicional de oro en 24 quilates. En latín el plural de sólido (solidus) es solidii.
Sobre el estilo de representación, se diferencia del aureus en cuanto a las imágenes de sus anversos. Mientras que antaño los emperadores eran representados de perfil, a partir del siglo IV y la implantación del sólido bizantino se realiza un busto frontal de los mismos.

## Historia
Con la creación del sólido bizantino, Constantino I inició una reforma monetaria que permitió estabilizar la economía del Imperio Romano que se encontraba en crisis, lo que indudablemente logró, transformándose en la base de la economía del Imperio Bizantino o Imperio Romano de Oriente. El sólido mantuvo un valor constante en Occidente hasta el siglo IX, utilizándose en Oriente hasta el siglo XI como moneda de cambio en el comercio internacional.
Su prestigio se basaba en la permanencia de su peso y su pureza. La moneda conservó dicha pureza luego de ligeros reveses en la primera mitad del siglo IV, aunque luego mantuvo la ya mencionada continuidad, con tan solo excepciones a partir del siglo VI y VII debido al surgimiento de nuevas monedas más ligeras debido a grandes periodos de crisis.
Los primeros sólidos (solidii) llevaban la imagen del emperador Constantino I en el anverso o cara principal. Era común la utilización de la corona de la laurel y alguna alegoría pagana romana en el reverso, si bien fueron implementándose otras distinciones, como es el caso del orbe característico en la mayoría de monedas acuñadas a posteriori. Dichas alegorías tuvieron mucha significación para la simbología cristiana posterior. En las monedas de oro es común ver al emperador representado con la simbología del Sol Invicto, enlazado por la población cristiana (reconocida luego del 313) como una imagen cristiana. Dicha vinculación se ve perfectamente en la festividad del Dies Solis en conmemoración a este culto.
Dichas monedas constantinianas llegaron a coexistir con simbología plenamente cristiana, como es el caso en vida de Constantino I. Fue muy característico la aparición del crismón en el reverso de sus acuñaciones, coincidiendo con el legendario mito de la batalla en el Puente Milvio. Sin embargo, los hijos del emperador (especialmente Constante y Constancio II) comenzaron una campaña de promoción de la fe cristiana de manera mucho más activa que su predecesor, desligando buena parte de la simbología pagana de la acuñación imperial.Fue sustituida luego de la legalización del cristianismo en el Imperio Romano (313) por una imagen de la cruz griega o un ángel. 
En el periodo de división entre la inoficiosa dinastía occidental y oriental (siglo V) se realizan decoraciones con motivo de simbolizar la posición diplomática que se sostiene entre ambas posiciones en el momento. Será una manera de mostrar relaciones de superioridad o uniones entre las dos posturas, que todavía permanecen dentro de la unidad que representa el Imperio Romano.
Durante el reinado del emperador Justiniano II (685-695 y 705-711), las imágenes de los emperadores fueron acuñadas en el reverso, quedando una representación de Cristo en la cara principal.
El califa omeya Abd al-Malik ibn Marwan acuñó entre los años 691 y 692 una moneda llamada dinar, que tenía las mismas características de pureza y peso del sólido bizantino, agudizando el conflicto político, religioso y militar existente entre el Imperio Bizantino y el califato Omeya. Si bien el conflicto entre ambos poderes continuó, el califa dispuso en el año 697 que el dinar llevara acuñada versos del Corán en ambas caras.
La acuñación del sólido fue interrumpida por el emperador Alejo Comneno (1081-1118), siendo reemplazado por una nueva moneda de mayor pureza llamada hyperpyron. 
El nombre solidus como remuneración económica a los participantes de campañas de guerra ha generado las palabras soldado y sueldo en castellano.